# E-zine
E-zine (contração de electronic e fanzine) ou webzine
é um "fanzine eletrônico". Trata-se de uma publicação periódica, distribuída por e-mail ou postada num site, e que foca uma área específica (como informática, literatura, música experimental etc).

## Características
Possui as características de uma revista (magazine), mas em vez de usar o formato tradicional de divulgação (papel), lança mão do formato eletrónico, seja como um documento que pode ser aberto por uma aplicação específica (por exemplo, um arquivo de texto, ebook (pdf) ou HTML, geralmente com ligações que permitam percorrê-lo em modo de hipertexto), seja como um executável para uma plataforma específica.
Nestas publicações, direta ou indiretamente, trata-se de assuntos relacionados com a informática (hardware, software, programação, segurança, sistemas operacionais, etc). Existem também e-zines comerciais, mais voltados para a venda de espaços publicitários do que para a produção de conteúdo.